# Martinkertvárosi református templom
A Martinkertvárosi református templom Miskolc Martinkertváros városrészében található, a Tóth Pál és a Gyöngyösi István utcák sarkán. 

## Története
A Martintelepen templom építésének gondolata már az 1900-as évek elején felvetődött, amikor a városrész református vallású lakossága a Belvárosi templomba járt istentiszteletre. A húszas évektől kezdve van istentisztelet a város ezen részén, de ekkor még templom és lelkész nélkül. A templomot végül 1929-ben kezdték el építeni 1929. szeptember 5-ei alapkőletétel után. A templom teljesen 1930-ra készült el. A monumentális egyházi építmény tervezője Szeghalmy Bálint városi főmérnök volt, aki a késő szecesszió stílusában alkotta meg a templomot. A templomot Kerekes József és Ecsedy Jenő építészek építették.